# Superman 2: Verzija Richarda Donnerja
Superman 2: Verzija Richarda Donnerja  je leta 2006 ponovno posneta posebna izdaja filma Superman 2 iz leta 1980. Tokrat je glavni režiser Richard Donner. Film se zelo razlikuje od drugih posebnih izdaj. Več kot polovica filma vsebuje prizore in scene, ki še niso bile nikoli videne vključno z 15-minutnim prizorom z Marlonom Brandom, ki igra Supermanovega očeta »Jor-Ela«, kot tudi veliko novih scen s Margot Kidder in Christopherjem Reeveom na čelu.  